# Žan Mauricio
Žan Mauricio (* 16. November 2004) ist ein slowenischer Fußballspieler auf der Position eines Torwarts. Nachdem er bereits in der Saison 2021/22 im Profikader des NK Olimpija Ljubljana gestanden hatte, debütierte er 2022/23 für die Mannschaft mit Spielbetrieb in der höchsten slowenischen Fußballliga, kommt aber auch noch regelmäßig im vereinseigenen Nachwuchs zum Einsatz.

## Vereinskarriere
Žan Mauricio wurde am 16. November 2004 geboren und begann seine Vereinskarriere als Fußballspieler als Sechsjähriger, als er im Frühling 2011 in der Nachwuchsabteilung des slowenischen Erstligisten NK Olimpija Ljubljana aufgenommen wurde. Dort durchlief er sämtliche Spielklassen und spielte etwa 2018/19 in der U-15-Mannschaft des Klubs, stand zu dieser Zeit allerdings auch bereits erstmals im Kader U-17-Auswahl mit Spielbetrieb in der 1. Slovenska Kadetska Liga, der slowenischen U-17-Liga. Nachdem er auch in der darauffolgenden Spielzeit Teil des U-17-Aufgebots war, jedoch noch immer auf Einsätze warten musste, gab er spätestens in der Saison 2020/21 sein Debüt in der slowenischen U-17-Liga. Zu Beginn der Spielzeit 2021/22 wurde er erstmals in die Profimannschaft hochgezogen und saß beim Hinspiel der 3. Qualifikationsrunde zur UEFA Europa Conference League 2021/22 gegen den CD Santa Clara erstmals in einem Pflichtspiel der Profis uneingesetzt auf der Ersatzbank. Innerhalb der Mannschaft kam er jedoch nicht über die Position des dritten Torhüters hinaus und saß so nur in einem einzigen Meisterschaftsspiel im September 2021 auf der Ersatzbank und gehörte ansonsten nur zum erweiterten Kader.
Dies änderte sich leicht in der darauffolgenden Saison, in der er jedoch auch weiterhin dem vereinseigenen Nachwuchs angehörte. Für die U-19-Auswahl des Klubs mit Spielbetrieb in der 1. Slovenska Mladinska Liga hütete er 2022/23 in 18 Meisterschaftspartien das Tor und beendete die Saison mit dem Team auf dem zweiten Platz hinter der U-19-Mannschaft des ND Ilirija 1911. Bei den Profis hingegen wurde er bereits von Saisonbeginn weg als Ersatztorhüter berücksichtigt, wurde jedoch bereits im Oktober 2022 wieder an dritte Stelle zurückgereiht. Als Olimpija Ljubljana 2022/23 den slowenischen Fußballpokal gewann, saß Mauricio im Vorfeld in einigen Spielen auf der Ersatzbank, kam während des Turniers jedoch nie zum Einsatz. Gegen Ende der Saison fungierte er abermals als zweiter Torhüter und gab schließlich im letzten Saisonspiel, einer 0:2-Heimniederlage gegen den NK Celje, sein Profidebüt, als er von seinem Trainer Albert Riera ab der 81. Spielminute für den eigentlichen 2er-Torhüter Denis Pintol eingewechselt wurde. Im selben Jahr nahm er mit der Mannschaft an der Qualifikation zur UEFA Champions League 2023/24 teil.

## Nationalmannschaftskarriere
Erste Erfahrungen in einer Nachwuchsnationalmannschaft des slowenischen Fußballverbandes sammelte Hrvatin im Jahr 2022, als er erstmals in die slowenische U-18-Auswahl berufen wurde. 
Im selben Jahr debütierte der Schlussmann für die U-19-Nationalmannschaft Sloweniens. Dabei absolvierte eine Halbzeit in einem Freundschaftsspiel gegen eine bulgarische U-19-Auswahl.